# Alcaraz
Pour les articles homonymes, voir Alcaraz (homonymie).
Alcaraz est une commune espagnole située dans la province d'Albacete, dans la communauté autonome de Castille-La Manche.

## Géographie

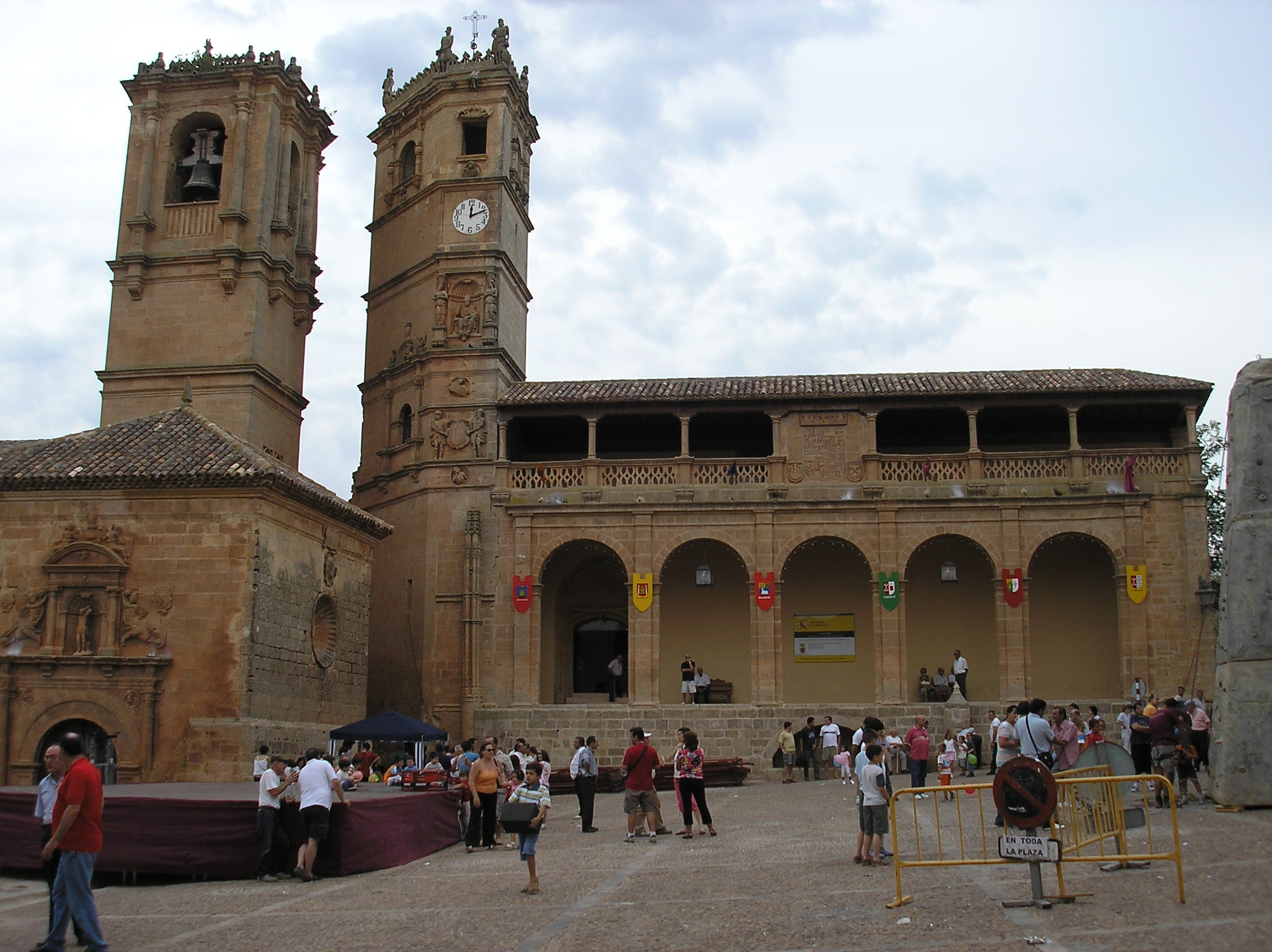
Place principale d'Alcaraz.

Située à l'extrémité nord de la montagne qui donne son nom, Alcaraz est le chef-lieu de la comarque. La ville est située sur le versant oriental d'une colline à 962 m d'altitude au milieu entouré par le mont de San Cristóbal, le mont du Château (1 028 m) à l'ouest, et le mont de Santa Bárbara (1 091 m).
Parmi les cours d'eau se trouvant sur le territoire communal figurent : la rivière Alcaraz (au sud de la ville) ainsi comme la rivière du Piojo (au nord), affluent de l'Horcajo. Tous deux ensemble forment ensuite le Guadalmena, lequel rejoint le Guadalimar, un affluent du fleuve Guadalquivir.
La commune comprend les hameaux de Canaleja, El Cepillo, Escondite, Escorial, El Horcajo, La Hoz, El Jardín, La Mesta, Sabinas de Pinilla et Solanilla. Elle est adjacente aux communes de Bogarra, Paterna del Madera, Peñascosa, Salobre, Vianos et Villapalacios.

## Histoire
Au XIXe siècle, Alcaraz a fait partie du foyer de résistance pendant l'invasion française, étant en 1812 le siège, après une période initiale à Elche de la Sierra et avant son emplacement définitif à Ciudad Real, de l'hebdomadaire Gaceta de Junta Superior de la Mancha, ainsi que la capitale provisoire de l'ancienne province de La Mancha en rébellion contre l'envahisseur français et le siège d'un bataillon de six compagnies du régiment d'infanterie Murcia 42 appartenant à la troisième armée (du 15 août au 5 décembre 1812). Pour sa part, le gouvernement français de Joseph Bonaparte, à l'image des méthodes territoriales françaises, a établi la préfecture de La Mancha divisée en deux sous-préfectures ; celle de Ciudad Real et celle d'Alcaraz.
À partir de 1833 et après la création de la nouvelle province d'Albacete, Alcaraz a cessé d'être aussi importante qu'elle l'avait été jusqu'alors, conservant le privilège d'être le chef du district judiciaire, qu'elle détient encore aujourd'hui. 

## Démographie
Comme dans la plupart des villes du sud de la province d'Albacete, la population a augmenté de manière significative dans la première moitié du XXe siècle, atteignant son apogée en 1950, puis a diminué très fortement, jusque dans les années 1980. Depuis lors, avec de légères fluctuations, la population est stable, généralement sans atteindre les deux mille habitants.
| 1900  | 1910  | 1920  | 1930  | 1940  | 1950  | 1960  | 1970  | 1981  | 1991  | 1996  | 2001  | 2011  | 2019  | 2021  |
| ----- | ----- | ----- | ----- | ----- | ----- | ----- | ----- | ----- | ----- | ----- | ----- | ----- | ----- | ----- |
| 4 501 | 5 405 | 4 879 | 5 279 | 5 864 | 6 132 | 4 771 | 2 775 | 1 808 | 2 087 | 1 799 | 1 740 | 1 585 | 1 351 | 1 310 |

## Administration
| Période                                  | Période  | Identité                         | Étiquette | Qualité |
| ---------------------------------------- | -------- | -------------------------------- | --------- | ------- |
| 1979                                     | 1987     | Juan Castro Serrano              | PSOE      |         |
| 1987                                     | 1999     | Juan Francisco Fernández Jiménez | PSOE      |         |
| 1999                                     | 2003     | Francisco Guillermo García       | PP        |         |
| 2003                                     | 2011     | Vicenta Rozalén Martínez         | PSOE      |         |
| 2011                                     | 2015     | Lourdes Cano Carrasco            | PP        |         |
| 2015                                     | En cours | Pedro Jesús Valero Montoya       | PSOE      |         |
| Les données manquantes sont à compléter. |          |                                  |           |         |

## Culture

### Peintures de la Renaissance de Juan de Borgona
La restauration en 2021 du retable du XVIe siècle de l'église de la Santísima Trinidad à Alcaraz, a mis en évidence huit tableaux exceptionnels du peintre de la Renaissance, Juan de Borgona, cachés sous des peintures baroques. 
Ces œuvres ont été exposées au musée Santa Cruz à Tolède du 23 mars au 26 juin 2022. Elles ont ensuite été exposées dans l'église Santísima Trinidad à Alcaraz jusqu'à fin juillet 2022 avant d'être remises à leur place sur le retable au mois d'août 2022.

### Tapis - technique du nœud espagnol
Alcaraz est également mondialement connu pour la fabrication de tapis avec la technique du nœud espagnol. L'art du tissage est certainement l’un des héritages des musulmans. La production des tapis s'est développée au début du XVe siècle au niveau national mais ce sont les ateliers d'Alcaraz qui ont atteint une renommée internationale. Le travail de ces tapis étaient tellement admirés et avaient tellement de valeur qu'ils furent utilisés par les rois et les seigneurs de la noblesse aux XVe et XVIe siècles.
Aujourd'hui, ces tapis sont exposés dans des musées prestigieux, comme le Metropolitan de New York ou le Museo Nacional de Artes Decorativas de Madrid.

## Transports
Réseau de communications : La route N-322 de Albacete a Bailén communique la ville avec la capitale de la provincie[Quoi ?]. Il y avait aussi un chemin de fer jusqu'à Albacete, car la section andalouse n'a jamais été finie.

## Personnalités liées à la commune
- Oliva Sabuco de Nantes y Barrera